# 3-й механизированный корпус (2-го формирования)
3-й механизированный корпус — общевойсковое оперативно-тактическое соединение (механизированный корпус) РККА СССР во время Великой Отечественной войны.
Сокращённое наименование — 3 мк.

## История
Корпус сформирован на базе 8-го танкового корпуса 18 сентября 1942 года в Калинине, также на формирование корпуса были обращены соединения 1-го танкового корпуса — 1-я гвардейская танковая бригада, 49-я танковая бригада и 1-я мотострелковая бригада
В действующей армии во время ВОВ с 15 октября 1942 года по 1 февраля 1943 года, с 10 февраля 1943 года по 12 марта 1943 года и с 28 апреля 1943 года по 10 сентября 1943 года.
Вторая Ржевско-Сычёвская операция
Демянская наступательная операция (1943)
Фронтовая оборонительная операция на белгородско-курском направлении (1943)
Белгородско-Богодуховская фронтовая наступательная операция (1943)
Приказом НКО СССР № 306, от 23 октября 1943 года, за мужество и героизм личного состава корпусу присвоено почётное звание Гвардейский и он был преобразован в 8-й гвардейский механизированный корпус.

## Боевой состав
| Дата       | Фронт (округ)            | Армия              | В составе (стрелковые) | Другие части, в том числе приданные | Примечания |
| ---------- | ------------------------ | ------------------ | --- | --- | ---------- |
| 01.10.1942 | Московский военный округ | —                  | 1-я гвардейская танковая бригада 49-я танковая бригада 143-я танковая бригада | — | —          |
| 01.11.1942 | Калининский фронт        | 22-я армия         | 1-я механизированная бригада 3-я механизированная бригада 10-я механизированная бригада 1-я гвардейская танковая бригада 49-я танковая бригада 58-й отдельный мотоциклетный батальон | 27-й отдельный сапёрный батальон 6-й отдельный ремонтно-восстановительный батальон 22-я отдельная инженерно-минная рота 8-я отдельная автотранспортная рота подвоза ГСМ 2310-я полевая почтовая станция | —          |
| 01.12.1942 | Калининский фронт        | 22-я армия         | 1-я механизированная бригада 3-я механизированная бригада 10-я механизированная бригада 1-я гвардейская танковая бригада 49-я танковая бригада 58-й отдельный мотоциклетный батальон | 405-й гвардейский отдельный миномётный дивизион 34-й отдельный бронеавтомобильный батальон 35-й истребительно-противотанковый артиллерийский полк 27-й отдельный сапёрный батальон 6-й отдельный ремонтно-восстановительный батальон 22-я отдельная инженерно-минная рота 8-я отдельная автотранспортная рота подвоза ГСМ 2310-я полевая почтовая станция | —          |
| 01.01.1943 | Калининский фронт        | 22-я армия         | 1-я механизированная бригада 3-я механизированная бригада 10-я механизированная бригада 1-я гвардейская танковая бригада 49-я танковая бригада 58-й отдельный мотоциклетный батальон | 405-й гвардейский отдельный миномётный дивизион 34-й отдельный бронеавтомобильный батальон 35-й истребительно-противотанковый артиллерийский полк 27-й отдельный сапёрный батальон 6-й отдельный ремонтно-восстановительный батальон 22-я отдельная инженерно-минная рота 8-я отдельная автотранспортная рота подвоза ГСМ 2310-я полевая почтовая станция | —          |
| 01.02.1943 | Калининский фронт        | 22-я армия         | 1-я механизированная бригада 3-я механизированная бригада 10-я механизированная бригада 1-я гвардейская танковая бригада 49-я танковая бригада 58-й отдельный мотоциклетный батальон | 265-й миномётный полк 405-й гвардейский отдельный миномётный дивизион реактивной артиллерии 34-й отдельный бронеавтомобильный батальон 35-й истребительно-противотанковый артиллерийский полк 27-й отдельный сапёрный батальон 6-й отдельный ремонтно-восстановительный батальон 22-я отдельная инженерно-минная рота 8-я отдельная автотранспортная рота подвоза ГСМ 2310-я полевая почтовая станция | —          |
| 01.03.1943 | Северо-Западный фронт    | 1-я танковая армия | 1-я механизированная бригада 3-я механизированная бригада 10-я механизированная бригада 1-я гвардейская танковая бригада 49-я танковая бригада 58-й отдельный мотоциклетный батальон | 27-й отдельный сапёрный батальон 346-й отдельный батальон связи 6-й отдельный ремонтно-восстановительный батальон 22-я отдельная инженерно-минная рота 8-я отдельная автотранспортная рота подвоза ГСМ 2310-я полевая почтовая станция 1775-я полевая касса Госбанка | —          |
| 01.04.1943 | Резерв Ставки ВГК        | 1-я танковая армия | 1-я механизированная бригада 3-я механизированная бригада 10-я механизированная бригада 1-я гвардейская танковая бригада 49-я танковая бригада 58-й отдельный мотоциклетный батальон | 265-й миномётный полк 405-й гвардейский отдельный миномётный дивизион реактивной артиллерии 35-й истребительно-противотанковый артиллерийский полк 27-й отдельный сапёрный батальон 346-й отдельный батальон связи 6-й отдельный ремонтно-восстановительный батальон 22-я отдельная инженерно-минная рота 8-я отдельная автотранспортная рота подвоза ГСМ 2310-я полевая почтовая станция | —          |
| 01.05.1943 | Воронежский фронт        | 1-я танковая армия | 1-я механизированная бригада 3-я механизированная бригада 10-я механизированная бригада 1-я гвардейская танковая бригада 49-я танковая бригада 58-й отдельный мотоциклетный батальон | 265-й миномётный полк 405-й гвардейский отдельный миномётный дивизион реактивной артиллерии 35-й истребительно-противотанковый артиллерийский полк 27-й отдельный сапёрный батальон 346-й отдельный батальон связи 84-й отдельный ремонтно-восстановительный батальон 8-я отдельная автотранспортная рота подвоза ГСМ 2310-я полевая почтовая станция 138-й полевой автохлебозавод | —          |
| 01.06.1943 | Воронежский фронт        | 1-я танковая армия | 1-я механизированная бригада 3-я механизированная бригада 10-я механизированная бригада 1-я гвардейская танковая бригада 49-я танковая бригада 58-й отдельный мотоциклетный батальон | 265-й миномётный полк 405-й гвардейский отдельный миномётный дивизион реактивной артиллерии 35-й истребительно-противотанковый артиллерийский полк 27-й отдельный сапёрный батальон 346-й отдельный батальон связи 4-й отдельный ремонтно-восстановительный батальон 8-я отдельная автотранспортная рота подвоза ГСМ 2310-я полевая почтовая станция 138-й полевой автохлебозавод | —          |
| 01.07.1943 | Воронежский фронт        | 1-я танковая армия | 1-я механизированная бригада 3-я механизированная бригада 10-я механизированная бригада 1-я гвардейская танковая бригада 49-я танковая бригада 58-й отдельный мотоциклетный батальон | 265-й миномётный полк 405-й гвардейский отдельный миномётный дивизион реактивной артиллерии 35-й истребительно-противотанковый артиллерийский полк 27-й отдельный сапёрный батальон 346-й отдельный батальон связи 84-й отдельный ремонтно-восстановительный батальон 8-я отдельная автотранспортная рота подвоза ГСМ 2310-я полевая почтовая станция 138-й полевой автохлебозавод авиазвено связи | —          |
| 01.08.1943 | Воронежский фронт        | 1-я танковая армия | 1-я механизированная бригада 3-я механизированная бригада 10-я механизированная бригада 1-я гвардейская танковая бригада 49-я танковая бригада 58-й отдельный мотоциклетный батальон | 265-й миномётный полк 1707-й зенитный артиллерийский полк 405-й гвардейский отдельный миномётный дивизион реактивной артиллерии 35-й истребительно-противотанковый артиллерийский полк 756-й отдельный истребительно-противотанковый дивизион 27-й отдельный сапёрный батальон 346-й отдельный батальон связи 84-й отдельный ремонтно-восстановительный батальон 8-я отдельная автотранспортная рота подвоза ГСМ 2310-я полевая почтовая станция 138-й полевой автохлебозавод 154-я отдельная рота химической защиты авиазвено связи                                      | —          |
| 01.09.1943 | Воронежский фронт        | 1-я танковая армия | 1-я механизированная бригада 3-я механизированная бригада 10-я механизированная бригада 1-я гвардейская танковая бригада 49-я танковая бригада 58-й отдельный мотоциклетный батальон | 1547-й самоходно-артиллерийский полк 265-й миномётный полк 1707-й зенитный артиллерийский полк 405-й гвардейский отдельный миномётный дивизион реактивной артиллерии 35-й истребительно-противотанковый артиллерийский полк 756-й отдельный истребительно-противотанковый дивизион 27-й отдельный сапёрный батальон 346-й отдельный батальон связи 84-й отдельный ремонтно-восстановительный батальон 8-я отдельная автотранспортная рота подвоза ГСМ 2310-я полевая почтовая станция 138-й полевой автохлебозавод 154-я отдельная рота химической защиты авиазвено связи | —          |
| 01.10.1943 | Резерв Ставки ВГК        | 1-я танковая армия | 1-я механизированная бригада 3-я механизированная бригада 10-я механизированная бригада 1-я гвардейская танковая бригада 49-я танковая бригада 58-й отдельный мотоциклетный батальон | 1547-й самоходно-артиллерийский полк 265-й миномётный полк 1707-й зенитный артиллерийский полк 405-й гвардейский отдельный миномётный дивизион реактивной артиллерии 35-й истребительно-противотанковый артиллерийский полк 756-й отдельный истребительно-противотанковый дивизион 27-й отдельный сапёрный батальон 346-й отдельный батальон связи 84-й отдельный ремонтно-восстановительный батальон 8-я отдельная автотранспортная рота подвоза ГСМ 2310-я полевая почтовая станция 138-й полевой автохлебозавод 154-я отдельная рота химической защиты авиазвено связи | —          |

## Командование
- Катуков, Михаил Ефимович, генерал-майор танковых войск, с 18.01.1943 генерал-лейтенант танковых войск (с 18.09.1942 по 30.01.1943)
- Кривошеин, Семён Моисеевич, генерал-майор танковых войск, с 21.08.1943 генерал-лейтенант танковых войск (с 07.02.1943 по 23.10.1943)

## Герои Советского Союза
- Зинченко, Иван Трофимович, старший сержант, командир пулемётного взвода мотострелкового батальона 1-й механизированной Краснознамённой бригады.
- Мироненко, Виктор Арсентьевич, капитан, командир 461-го артиллерийского дивизиона 1-й механизированной Краснознамённой бригады.